# Saab 9000
Pour les articles homonymes, voir 9000 (homonymie).

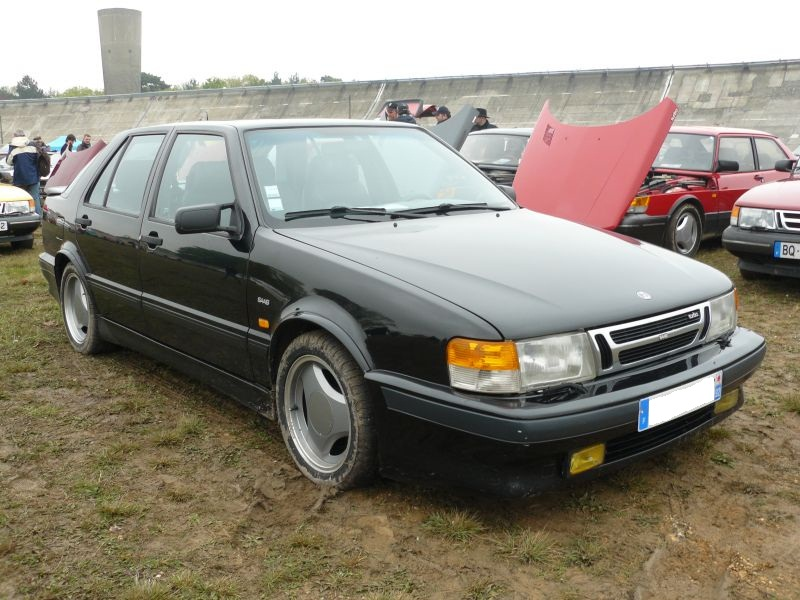
Saab 9000 Turbo

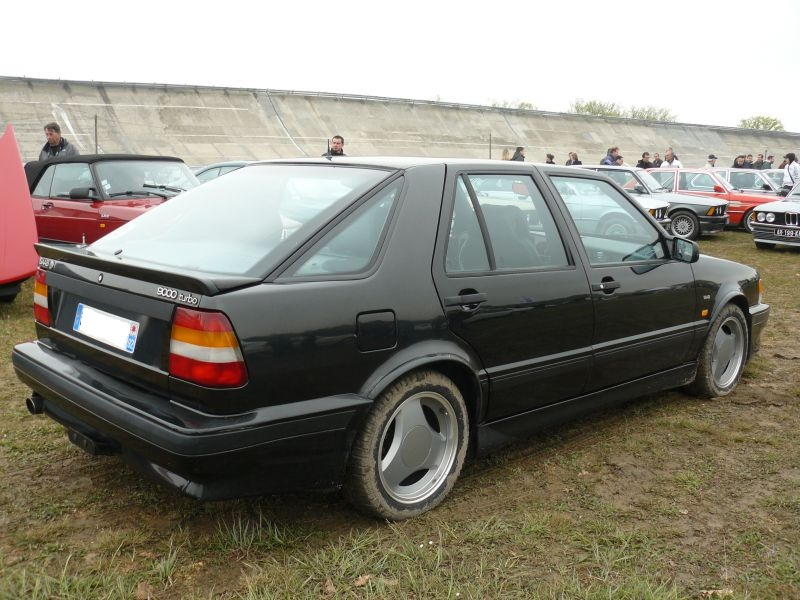
Saab 9000 Turbo

La Saab 9000 est une voiture produite par le constructeur automobile suédois Saab entre 1985 et 1998. Lancée en 1984 pour le millésime 1985, elle fut lancée en 1985 pour le millésime 1986 en Amérique du Nord.

## Conception
Issue du projet commun avec Fiat, désigné Tipo 4, la plate-forme de la 9000 fut partagée avec la Fiat Croma, la Lancia Thema et l'Alfa Romeo 164. Si les Fiat et Lancia restaient visuellement proches de la Saab, l'Alfa Romeo offrait en revanche une personnalité singulière. À cause de ces similitudes, un certain nombre de pièces restaient interchangeables entre les quatre voitures. Les portes de la Fiat Croma, par exemple, convenaient parfaitement à la 9000, bien qu'étant plus légères en raison d'une protection aux chocs latéraux plus rudimentaire. Le pare-brise de la Croma s'adaptait tout aussi bien à la 9000. Néanmoins, le groupe Fiat ne désirant pas développer ses versions pour le marché américain, et celui-ci étant vital pour Saab, les deux sociétés se séparèrent vite et développèrent indépendamment chaque version, la différence essentielle étant que la 9000 pouvait passer le crash-test américain. La ligne de carrosserie dessinée par Giorgetto Giugiaro et Björn Envall donne au véhicule un {\displaystyle C_{x}} de 0,32.
Contrairement aux autres Saab, où la clef de contact s'insère dans la console centrale entre les deux sièges avant, la 9000 propose une configuration classique à côté du volant.
La première année, seul était disponible le moteur 4 cylindres de 1 985 cm3 à double arbre à cames en tête, 16 soupapes, refroidi par eau et muni d'un turbocompresseur délivrant 175 ch (128 kW). La Saab 9000 est en outre  munie d'une chaîne de distribution, ce qui rend le moteur beaucoup plus solide. La voiture comportait un ordinateur de bord, l'EDU, avec ou sans complément TCC, affichant la consommation instantanée et moyenne de carburant, la distance pouvant encore être parcourue avant la panne sèche, la température extérieure et d'autres informations techniques directement liées à l'état du véhicule, comme une insuffisance du niveau des fluides ou une ampoule éteinte.

## Motorisations
Contrairement au moteur B202, sans arbre d'équilibrage, les moteurs B204 et B234 étaient équipés de 2 arbres d'équilibrage, ce qui diminuait très sensiblement les vibrations moteurs de second ordre. Saab considérait à l'époque que cela permettait de retrouver le niveau de vibrations des 6 cylindres des concurrents allemands, mais que ces arbres n'étaient pas nécessaires en dessous de 2 litres de cylindrée.
Dans la dénomination moteur, B202 désigne par exemple :
- B = essence ;
- 20 = 2 000 cm3 ;
- 2 = 2 arbres à cames (compter les arbres à cames en ajoutant les arbres d'équilibrage).
- B202 - 1 985 cm3 - 2.0i 130 ch (96 kW), 2.0t 150, 175 et 185 ch (110, 129 et 136 kW) - (jusqu'en 1993)
- B204 - 1 985 cm3 - 2.0i 130 ch (96 kW), 2.0t 150, 175 et 185 ch (110, 129 et 136 kW) - (dès 1994)
- B234 - 2 290 cm3 - 2.3i 150 ch (110 kW) - 210 N m
- B234 - 2 290 cm3 - 2.3t 170, 200 et 225 ch (125, 147 et 165 kW) - 260 à 342 N m
- B308 - 2 962 cm3 - 3.0i V6 210 ch (154 kW) - 270 N m / (GM L81-X30) (1995)

### Un turbo asymétrique
En 1995 Saab présente au salon automobile de Francfort une 9000 dotée d'un V6 particulier. Il s'agit du moteur GM L81 modifié pour recevoir un turbo, redésigné X30 par GM et B308 par le Suédois. L'œuvre mécanique, composée par l'ingénieur Thomas Jansen, propose une suralimentation asymétrique grâce à l'installation d'une turbine entraînée par les gaz d'échappement d'un seul des deux bancs de cylindres. Le moteur est géré comme un double 3 cylindres par un boîtier trionic, chaque banc étant indépendant. Les avantages mécaniques, qui cumulent une légèreté du dispositif, une déperdition de chaleur atténuée et l'absence de soupape de décharge, réduisent également le coût de fabrication. La turbine est une Garrett GT17 basse pression (0,25 bar), délivrant un fort couple à bas régime. Il équipera la Saab 9-5 dès 1999.

## Test à Talladega
Le Talladega Superspeedway est un circuit automobile situé aux États-Unis. Saab y effectue un test d'endurance en octobre 1986, avec trois Saab 9000 turbo de 175 ch issues de la production classique, c'est-à-dire non préparées. Sur une distance de 100 000 km, avec pour seuls arrêts le ravitaillement en carburant, le changement de pilote et quelques vidanges usuelles, le véhicule le plus rapide tint une vitesse moyenne de 213,299 km/h. Les trois véhicules furent conduits « pied au plancher » vingt jours d'affilée sans rencontrer aucun problème technique.

## Commandes électriques
Alors que le groupe Saab-Scania développait les commandes de vol électriques pour le Gripen, la division automobile lança une expérimentation de commandes électriques appliquées à la voiture, le drive-by-wire, sur une Saab 9000 2.0 litres à boîte automatique . Les premiers essais furent conduits en 1992. Le volant était remplacé par un manche installé sur la console centrale, qui contrôlait par l'intermédiaire d'un ordinateur un vérin hydraulique chargé de faire tourner les roues avant. La place vide du volant voyait la présence d'un airbag. En cas de panne d'ordinateur, une électronique de secours prenait le relais pour les fonctions basiques de virage. Le dispositif fut ensuite amélioré par l'ajout d'une fonction de retour de force, qui devait donner au conducteur la sensation des conditions rencontrées sur la route. 
Les commandes électriques présentaient des avantages de sécurité, en éliminant la colonne de direction dangereuse en cas de crash et la présence blessante du volant pour les mains. Toute défaillance était prévue pour être compensée par une réserve de pression hydraulique et d'énergie électrique suffisantes pour maîtriser le véhicule. Saab n'envisageait pas l'introduction commerciale d'un tel système avant 2010, mais le constructeur s'impliquait déjà dans le projet européen « Prometheus » (Programme for European Traffic with Highest Efficiency and Unprecedented Safety) d'autoroute intelligente.
En 1991 toutefois, Saab appliquait déjà une commande électrique virtuelle par sa pédale d'accélération reliée à un ordinateur. Ce dernier était chargé de réguler les paramètres des gaz, d'injection de carburant et du dosage de freinage pour optimiser la traction en conditions difficiles de neige et verglas.

## Histoire
- 1986 : Introduction d'un moteur 2.0i de 130 ch (96 kW).
- 1987 : Refroisissement par eau ajouté au turbo.
- 1988 : Introduction du modèle CD (quatre portes) et de la version Talladega.
- 1989 : Introduction d'un système d'allumage électronique : Saab Direct Ignition, chaque bougie disposant de sa propre bobine d'allumage.
- 1990 : Introduction d'un moteur de 2,3 litres turbo de 200 ch (147 kW).
- 1992 : Introduction du modèle CS (phares plus plats, hayon redessiné, etc).
- 1993 : Introduction du modèle CS Aero, la seconde plus solide et plus rapide Saab jamais construite (battue par la 9-3 Viggen). Motorisée avec un 2.3 turbo amélioré développant 225 ch (165 kW), elle n'avait que 200 ch (147 kW) en boîte automatique à cause du couple trop important exercé sur la transmission. L'Aero possédait également des roues spéciales de 16 pouces 'Super Aero' et une garde au sol plus faible pour améliorer la tenue de route. Le kit de carrosserie Aero équipait en standard tous les modèles Aero.
- 1995 : Introduction du premier moteur V6, 3 litres à 54° sans turbo et de 210 ch (154 kW).
- 1996 : Introduction du moteur Ecopower, 2 litres turbo de 150 ch (110 kW). L'Ecopower disposait d'un système de préchauffage électrique du moteur réduisant les émissions nocives lors du démarrage de celui-ci.
- 1997 : Introduction du modèle A50, un modèle spécial en l'honneur du 50e anniversaire de Saab. L'A50 disposait de roues à 8 rayons, la carrosserie de l'Aero et des sièges en cuir avec l'ancien logo des avions Saab sur leur dos.
- 1998 : Introduction du modèle Classic, le dernier modèle de la série 9000.

Au total, 503 087 Saab 9000 ont été fabriquées ; le modèle est remplacé par la Saab 9-5.